# Gante-Wevelgem femenina 2016
La 5.ª edición de la Gante-Wevelgem femenina se celebró el 27 de marzo de 2016 sobre un recorrido de 115,3 km con inicio en Ypres y final en la ciudad de Wevelgem en Bélgica.
La carrera hizo parte del UCI WorldTour Femenino 2016 como competencia de categoría 1.WWT del calendario ciclístico de máximo nivel mundial siendo la cuarta carrera de dicho circuito y fue ganada por la ciclista neerlandesa Chantal Blaak del equipo Boels Dolmans. El podio lo completaron la alemana Lisa Brennauer del equipo Canyon-SRAM Racing y la ciclista neerlandesa Lucinda Brand del equipo Rabo Liv Women.

## Equipos
Tomaron parte en la carrera un total de 24 equipos invitados por la organización de los cuales 23 fueron de categoría UCI Team Femenino y una selección nacional.
| Equipos femeninos (23)- Alé Cipollini - BePink - Bizkaia-Durango - Boels Dolmans - BTC City Ljubljana - Canyon-SRAM Racing - Cervélo Bigla - Cylance - Hitec Products - Lares-Waowdeals Women - Lensworld-Zannata - Liv-Plantur - Lotto Soudal Ladies - Orica-AIS - Parkhotel Valkenburg - Poitou-Charentes.Futuroscope.86 - Rabo Liv Women - Servetto Footon - Tibco-Silicon Valley Bank - Topsport Vlaanderen-Etixx - Twenty16-Ridebiker - UnitedHealthcare - Wiggle High5 Equipo nacional- Australia |
| |

## Clasificaciones finales
Las clasificaciones finalizaron de la siguiente forma:

### Clasificación general
| \| Clasificación general \| Clasificación general \| Clasificación general \| Clasificación general \| Clasificación general \| \| Ciclista \| Ciclista \| Equipo \| Tiempo \| \| \| --------------------- \| --------------------- \| --------------------- \| --------------------- \| --------------------- \| \| 1.ª \| Chantal Blaak \| Boels Dolmans \| 2 h 56 min 00 s \| \| \| 2.ª \| Lisa Brennauer \| Canyon-SRAM Racing \| + 1 min 24 s \| \| \| 3.ª \| Lucinda Brand \| Rabo Liv Women \| + 1 min 24 s \| \| \| 4.ª \| Amy Pieters \| Wiggle High5 \| + 1 min 24 s \| \| \| 5.ª \| Carmen Small \| Cervélo Bigla \| + 1 min 24 s \| \| \| 6.ª \| Annemiek van Vleuten \| Orica-AIS \| + 1 min 24 s \| \| \| 7.ª \| Leah Kirchmann \| Liv-Plantur \| + 1 min 24 s \| \| \| 8.ª \| Ellen van Dijk \| Boels Dolmans \| + 1 min 24 s \| \| \| 9.ª \| Emma Johansson \| Wiggle High5 \| + 1 min 27 s \| \| \| 10.ª \| Romy Kasper \| Boels Dolmans \| + 1 min 32 s \| \| |                      |                    |                 |
| |                      |                    |                 |
| |                      |                    |                 |
| Clasificación general |                      |                    |                 |
| Ciclista | Ciclista             | Equipo             | Tiempo          |
| 1.ª | Chantal Blaak        | Boels Dolmans      | 2 h 56 min 00 s |
| 2.ª | Lisa Brennauer       | Canyon-SRAM Racing | + 1 min 24 s    |
| 3.ª | Lucinda Brand        | Rabo Liv Women     | + 1 min 24 s    |
| 4.ª | Amy Pieters          | Wiggle High5       | + 1 min 24 s    |
| 5.ª | Carmen Small         | Cervélo Bigla      | + 1 min 24 s    |
| 6.ª | Annemiek van Vleuten | Orica-AIS          | + 1 min 24 s    |
| 7.ª | Leah Kirchmann       | Liv-Plantur        | + 1 min 24 s    |
| 8.ª | Ellen van Dijk       | Boels Dolmans      | + 1 min 24 s    |
| 9.ª | Emma Johansson       | Wiggle High5       | + 1 min 27 s    |
| 10.ª | Romy Kasper          | Boels Dolmans      | + 1 min 32 s    |

## UCI WorldTour Femenino
El Gante-Wevelgem femenina otorga puntos para el UCI WorldTour Femenino 2016, incluyendo a todas las corredoras de los equipos en las categorías UCI Team Femenino. Las siguientes tablas muestran el baremo de puntuación y las 10 corredoras que obtuvieron más puntos:
| Posición   | 1.ª | 2.ª | 3.ª | 4.ª | 5.ª | 6.ª | 7.ª | 8.ª | 9.ª | 10.ª | 11.ª | 12.ª | 13.ª | 14.ª | 15.ª | 16.ª | 17.ª | 18.ª | 19.ª | 20.ª |
| Puntuación | 120 | 100 | 85  | 70  | 60  | 50  | 40  | 35  | 30  | 25   | 20   | 18   | 16   | 14   | 12   | 10   | 8    | 6    | 4    | 2    |

| 1.ª  | Chantal Blaak        | Boels-Dolmans      | 120 |
| 2.ª  | Lisa Brennauer       | Canyon SRAM Racing | 100 |
| 3.ª  | Lucinda Brand        | Rabobank-Liv Women | 85  |
| 4.ª  | Amy Pieters          | Wiggle High5       | 70  |
| 5.ª  | Carmen Small         | Cervélo-Bigla      | 60  |
| 6.ª  | Annemiek Van Vleuten | Orica-AIS          | 50  |
| 7.ª  | Leah Kirchmann       | Liv-Plantur        | 40  |
| 8.ª  | Ellen van Dijk       | Boels-Dolmans      | 35  |
| 9.ª  | Emma Johansson       | Wiggle High5       | 30  |
| 10.ª | Romy Kasper          | Boels-Dolmans      | 25  |